# 慢漫刊
慢漫刊是中華民國嘉義的地方畫刊，創刊人陳世岸申請文化部計畫後、於2007年10月發行創刊號。刊物內容多為和嘉義相關之人、事、物，著重在情感與土地的連結，為嘉義這片土地留下紀錄。然而因編輯群（主要是陳世岸與其配偶）較為忙碌，發行上又遇困難，目前處於停刊狀態。

## 起原
- 陳世岸回到嘉義後，因為本身對建築有興趣，開始去關注許多老房子的議題，也曾參與過一些活動（例如嘉義舊監獄抗爭），後來成為嘉義市人文關懷協會的理事長，加上受到當時日本小雜誌的影響，決定申請了文化部的計畫，創立慢漫刊。
- 陳世岸曾說：「我們有一些想法想具體化的表現出來，慢漫刊是我們具體傳達理念的方式。」這算是慢漫刊最開始成立的動機。
- 陳世岸將刊名取名為「慢」，主要是捕捉嘉義在地生活的特殊調性。受到日本小雜誌的影響，慢漫刊紀錄嘉義在地的人、地方、生活，純粹反映人與土地感情的連結，不只是地方文史或古蹟的記載。陳世岸強調雜誌所想傳達的是他們對於嘉義的熱愛，是值得記錄下來的、屬於嘉義的回憶。

## 題材
前期（1~4期）主要以抽象的概念為主題，是整個團隊認為嘉義可能共有的特質或值得探討的價值，後期（5~6期）嘗試將主題放在嘉義的一個定點位置，從此確定了整個刊物的走向。
- 第一期：快

真正的「慢」是有自己的節奏，文化資產的守護方式—連接地方、人、生活。
- 第二期：城市。符號

符號是真實的再現，是具象的地方，還是刻板的意識形態操作？符號是嘉義，      嘉義是符號。看見地方的生活場景。
- 第三期：低調

嘉義人一向低調。在嘉義，低調是種自然而然的顯學。但「低調」究竟是一個什麼樣的感覺呢？低調 是一種態度 、一種姿勢、 一種品味。
- 第四期:實踐

「實踐」是自我的再現，是意志的貫徹，對於自己所關注的事物，透過實踐去賦予意義。
- 第五期:東市場

「東市場」就像嘉義人的廚房。介紹東市場對於嘉義人的重要性。
- 第六期:嘉義公園

「嘉義公園」可以說是擁有嘉義人集體記憶的空間，也是談灣少數難得超過百年的公園，充滿著好幾代嘉義人的回憶。

## 外部連結
官方粉絲專頁